# Mylène Demongeot
Mylène Demongeot, született Marie-Hélène Demongeot (Nizza, 1935. szeptember 29. – Párizs 15. kerülete, 2022. december 1.) francia színésznő.

## Életpályája
Szülei Alfred Demongeot és Claudia Troubriskov voltak, 1949-ben Párizsba költözött velük. Édesanyja ukrán nemzetiségű volt, Harkivból származott. Reklámmodell-, zongora-, majd színitanulmányokat folytatott. Első filmje A szerelem gyermekei volt, 1953-ban. Első említésre méltó pedig az 1958-as Légy szép és tartsd a szád!, amelyben egy 17 éves ékszercsempésznőt alakított. Még ugyanabban az évben szerepelt David Niven mellett a Jó reggelt, búbánat! című filmben. A salemi boszorkányok-ban nyújtott alakításáért BAFTA-díj a legígéretesebb elsőfilmes főszereplőnek díjra jelölték, 1958-ban. Az 1960-as években a Fantomas-trilógiában volt látható (Fantomas: 1964, Fantomas visszatér: 1965 és Fantomas a Scotland Yard ellen: 1966) Louis de Funès és Jean Marais partnereként. Mylène Demongeot az 1950-es, 1960-as és az 1970-es évek egyik szőke szexszimbóluma lett a francia filmekben.

## Magánélete
1958–1968 között Henry Costé volt a férje, 1968–1999 között pedig Marc Simenon filmrendező, Georges Simenon fia.

## Filmjei
- A szerelem gyermekei (1953)
- A salemi boszorkányok (1957)
- Jó reggelt, búbánat! (1958)
- Légy szép és tartsd a szád! (1958)
- Gyenge asszonyok (1959)
- Házvezetőnő kerestetik (1959)
- Szerelem Rómában (1960)
- A maratoni csata (1960)
- A három testőr I. A királyné nyakéke (1961)
- A három testőr II. A Milady bosszúja (1961)
- A szabin nők elrablása (1961)
- Doktor bajban (1963)
- Egy asszonyért, egy asszonyért (1963)
- Fantomas (1964)
- Fantomas visszatér (1965)
- Tamás bátya kunyhója (1965)
- Kedves csirkefogó (1966)
- Fantomas a Scotland Yard ellen (1966)
- 12+1 (1970)
- A robbanás (1971)
- Veszélyesen élni (1975)
- Marion (1982)
- Házibuli és szerelem (1983)
- A professzor (1985-1988)
- Paulette (1986)
- Estélyi ruha (1986)
- Óriási nyomozó (1988)
- A férfi, aki a Ritzben lakott (1988)
- Kincskeresők (1996)
- Az ideális férfi (1997)
- Piros lámpák (2004)
- 36 – Harminchat (2004)
- Könnyű élet (2006)
- Kemping (2006)
- Párizs háztetői (2007)

## Díjai
- A Karlovy Vary-i fesztivál legjobb női alakítás díja (1957) A salemi boszorkányok